# Violent Crime Control and Law Enforcement Act
Le Violent Crime Control and Law Enforcement Act ou Crime Bill est une loi du Congrès américain traitant du crime et de l'application de la loi. Il est entré en vigueur en 1994. Il s'agit du plus grand projet de loi sur la criminalité de l'histoire des États-Unis et  il comprenait 356 pages qui prévoyaient 100 000 nouveaux agents de la paix, 9,7 milliards de dollars de financement pour les prisons et 6,1 milliards de dollars de financement pour les programmes de prévention, lesquels furent élaborés avec une contribution importante d'agents de police expérimentés.
Parrainé par le représentant américain Jack Brooks du Texas, le projet de loi a été adopté par le Congrès et signé par le président Bill Clinton. Le sénateur d'alors Joe Biden du Delaware a rédigé la version du Sénat de la législation en coopération avec l'Association nationale des organisations de police, incorporant également la Loi sur la violence contre les femmes (VAWA) avec le sénateur Orrin Hatch.
Bill Clinton et Joe Biden ont ultérieurement exprimé leurs regrets pour la loi,.